# 河野通信
河野 通信（かわの みちのぶ）は、平安時代末期から鎌倉時代初期にかけての伊予国の武将。河野通清の子。伊予水軍の将。一遍の祖父にあたる。

## 生涯

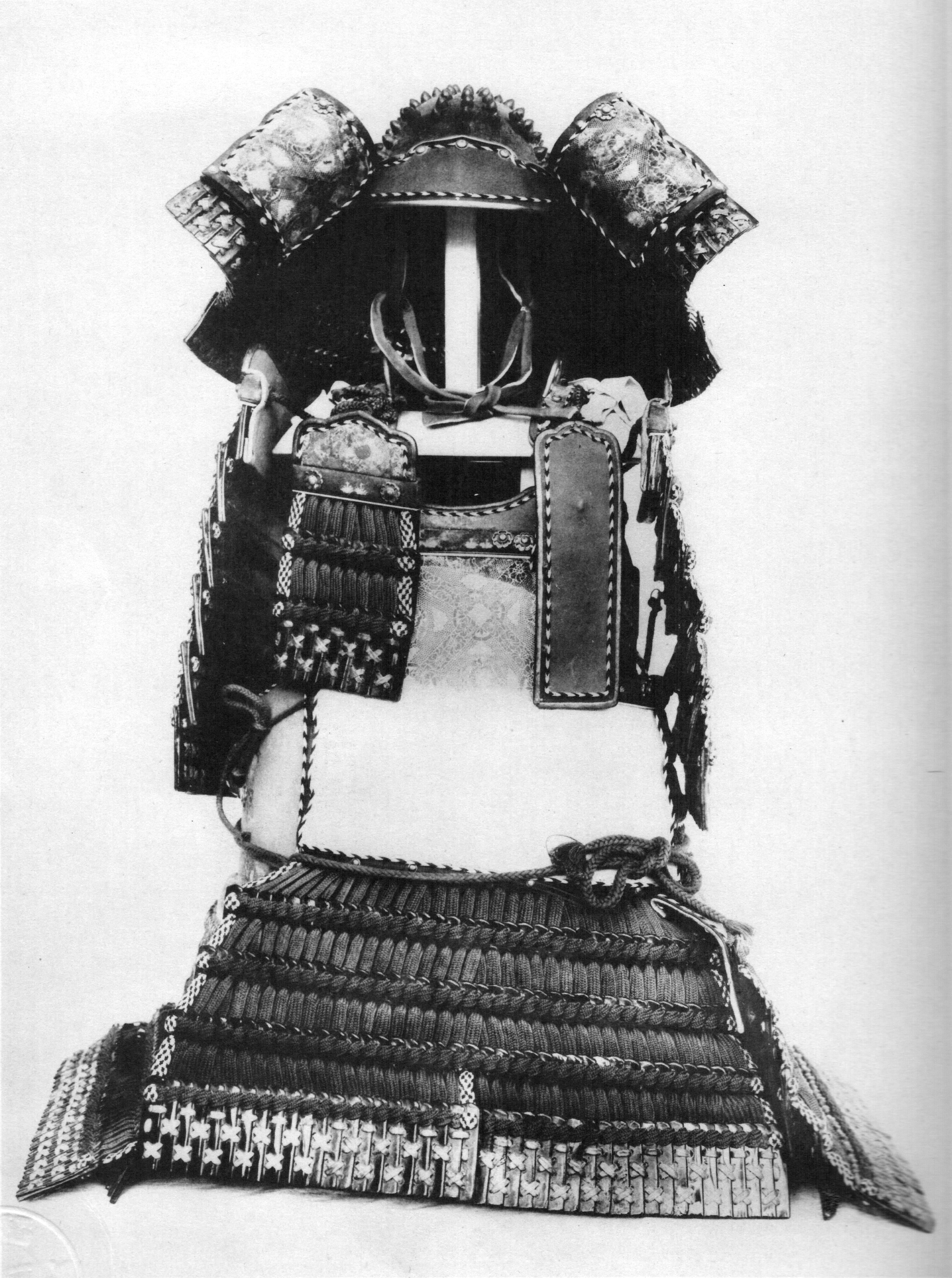
大山祇神社所蔵の紺糸威大鎧（国宝）。通信所用の伝来が付く。

治承4年（1180年）8月に源頼朝が反平氏の兵を挙げると、それに呼応し治承5年（1181年）に父・通清と共に本拠の伊予国風早郡高縄山城（現在の愛媛県松山市）に拠って平維盛の目代を追放した。しかし伊予内外の平氏方の総攻撃を受け、通清は同城で討ち死にした。
その後、通信は高縄半島でゲリラ戦を展開し、進入していた備後国の沼賀西寂を倒し、阿波国の田口成直を喜多郡比志城（現在の大洲市）で撃破して主導権を握った。文治元年（1185年）2月、源義経が平氏追討のため四国へ下ってくると、通信は軍船を率いて屋島へ赴き、不在中に田口教能の襲撃を受けるが、志度合戦で義経に軍船を献上して源氏方に加わった。壇ノ浦の戦いにも参加し、通信の軍船が中堅となって活躍した。戦後は鎌倉幕府の御家人となり、守護職は与えられなかったものの、伊予国内の一部の御家人を統括する強い権限を認められた。文治5年（1189年）の奥州合戦に従軍。「吾妻鏡」によれば、この時期通信は陣中で食事のたび土器を用いたため、珍しいと話題になったとされ、同族大祝氏と同様、国造の末裔としての河野氏の斎戒の習慣を伝えている。頼朝の死後は、梶原景時の変にも加わっている。北条時政に気に入られてその娘を娶ったと伝えられている。
子の河野通政は西面武士として院庁に仕えた（『予陽河野家譜』）。通信は承久3年（1221年）の承久の乱で後鳥羽上皇方につくが、朝廷方が敗北すると通政と共に領地へ戻り、高縄山城に籠もって反抗を続けた。しかし翌年に幕府方に居城を攻められ降伏。捕虜となって陸奥国江刺に流罪となり、通政は斬られ、所領の多くは没収された。なお、通信が上皇方についた背景については、『予章記』・『河野家譜』・『予陽河野家譜』などの河野氏に関する古くからの史書が「通信と妻である北条氏（時政の娘）との不仲」「通政が在京武士であった」ことを挙げている。これらに対して近年の研究では、従来の見方を踏襲して通政が院庁で仕えていたことで通信と後鳥羽上皇につながりがあった説、奥州合戦時に源義経との密接な関係を疑われたとする説、守護宇都宮氏との対立説、知行国主西園寺家との対立説、牧氏事件（北条時政が源実朝の排除を企てて逆に失脚した事件）に加担して幕府から処罰されて以後も冷遇されたとする説などが出されている。
通信は配流後出家したと伝えられ（『予章記』）、江刺郡稲瀬（現在の岩手県北上市稲瀬町）にある国見山極楽寺で貞応2年（1223年）に死去した。享年68。大正5年（1916年）に従五位を追贈された。
墓所は現在も稲瀬町水越地区に聖塚として残る。孫にあたる一遍が全国を遊行した様子を描いた絵巻物である「一遍上人絵伝」に、弘安3年（1280年）に祖父の墓で供養を行う様子が描かれていることが、この墓所を発見する手がかりになった。
河野本家はひとり幕府方に付いた子の河野通久によって辛うじて存続することとなった。また、通政の遺児・通行も配流された後に赦されて子孫を伝え、通久の子である別府通広（一遍の父）や庶子と伝えられる池内公通も許されており、彼らによって河野一族が存続されているが、以後伊予国内での影響力が低下することとなった。

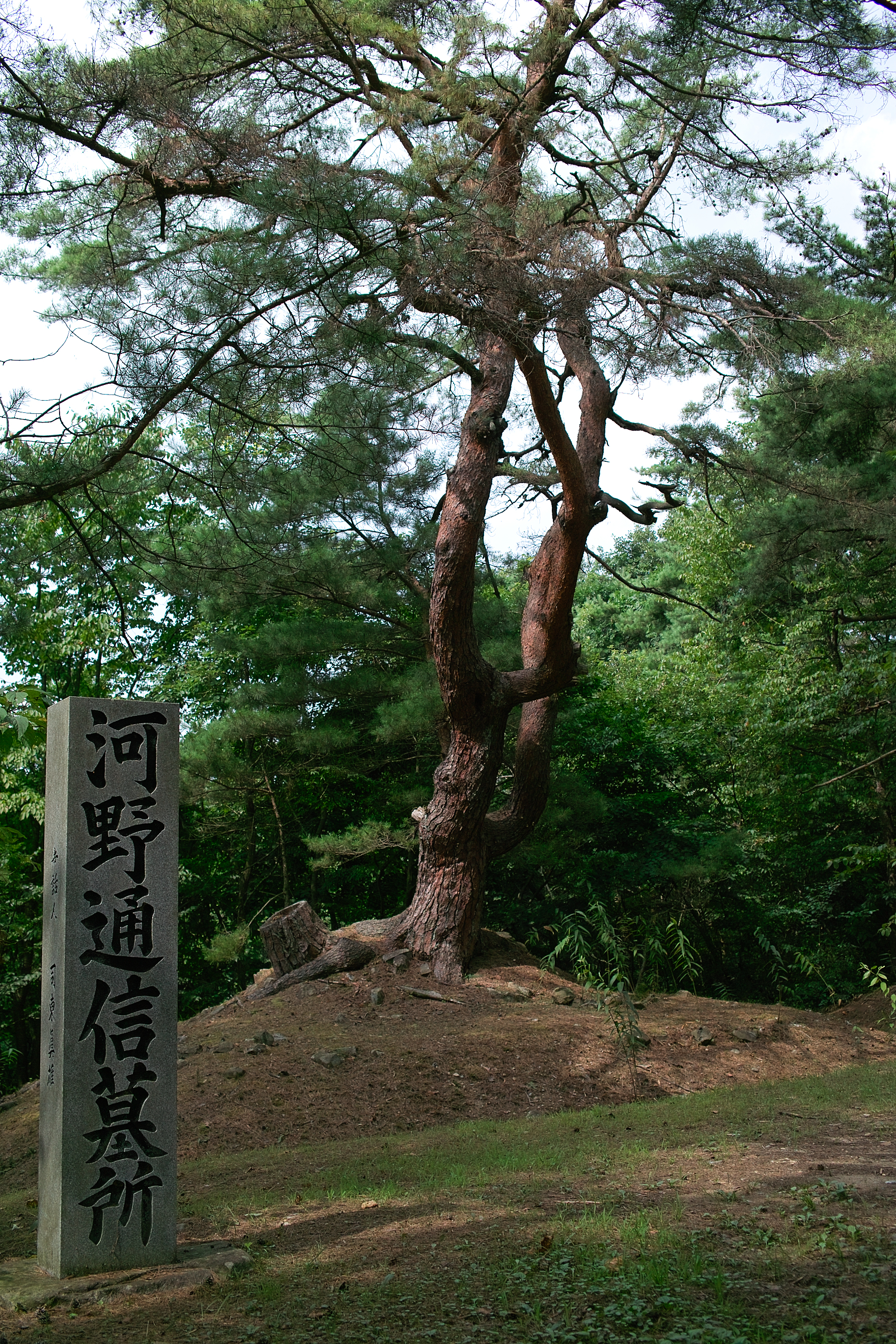
聖塚